# Commagène

La Commagène comme État vassal de l'Arménie au Ier siècle av. J.-C.

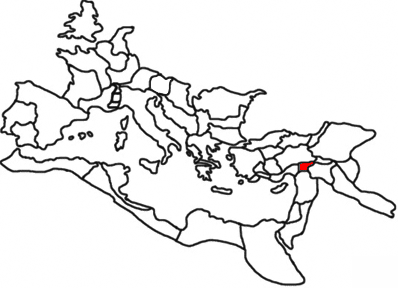
La Commagène dans l'Empire romain en 120.

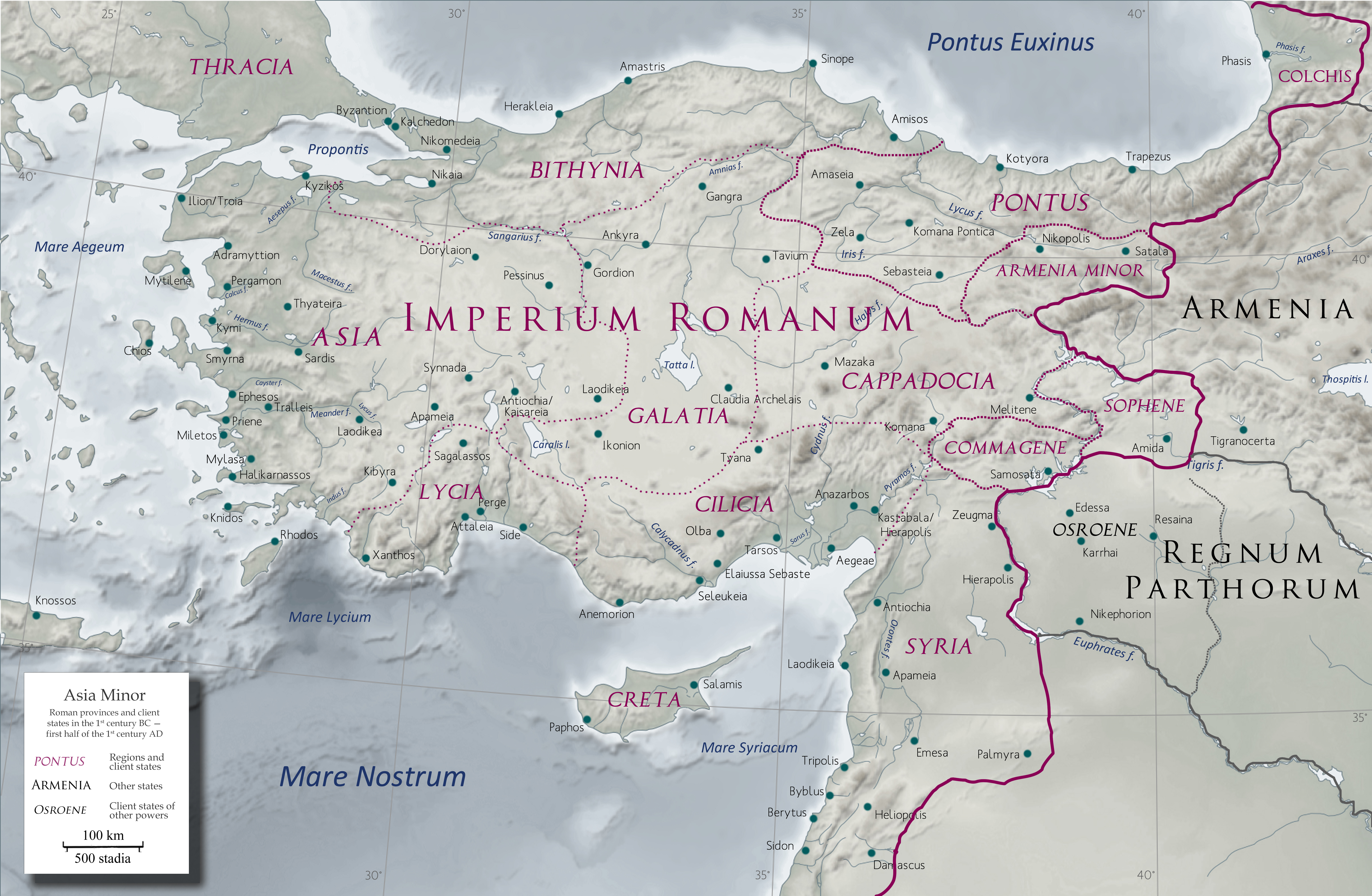
La Commagène dans l'Empire romain d'Orient, aux frontières des Parthes.

Commagène (en louvite Kummuhu, en grec Kομμαγηνή, en Kurde Kommagênê, en arménien Կոմմագենէի Թագաւորութիւն) était un royaume situé sur le haut-Euphrate, au centre sud de l'actuelle Turquie, avec comme capitale Samosate (près de la ville moderne d'Adıyaman). Aujourd'hui, la Commagène est célèbre pour son sanctuaire royal situé sur le mont Nemrod.

## Histoire

### Antiquité
Au début du Ier millénaire avant notre ère, la Commagène, alors habitée par les Louvites, est mentionnée pour la première fois dans les sources assyriennes sous la dénomination d'« allié Kummuhu ». Le pays est disputé entre les Hittites et les Ourartéens, puis entre les Cimmériens et les Assyriens : en 708 avant notre ère la Commagène est conquise par le roi assyrien Sargon II), pour finalement échoir aux Mèdes au VIe siècle av. J.-C. et aux Perses au IVe siècle av. J.-C. (elle est conquise par Cyrus le Grand). Au IIe siècle av. J.-C., la Commagène est partagée entre le royaume d'Arménie au nord, et l'empire d'Alexandre le Grand au sud.
Un royaume hellénistique, avec Samosate pour capitale, et bordé par la Cilicie à l'ouest et la Cappadoce au nord, est fondé en 162, lorsque son gouverneur Ptolémée, certainement en bonne intelligence avec les Séleucides, devient dynaste héréditaire du pays. Peuplée d'Iraniens et d'Arméniens dont les élites sont hellénisées, la Commagène est gouvernée par une dynastie liée aux rois parthes, mais probablement d'origine macédonienne étant donné le nom de son fondateur (Antiochos) et la place de celui-ci dans l'administration séleucide. Son descendant, Mithridate Ier Kallinikos (100-70), épouse Laodicé VII Théa Philadelphe, fille d'Antiochos VIII, marquant une alliance avec les Séleucides. Au début du Ier siècle av. J.-C., la Commagène est annexée par l'Arménie, avant d'être à nouveau indépendante sous Antiochos Ier (69-40) qui aide Pompée contre les Parthes en 64 av. J.-C. et reçoit des territoires en récompense.

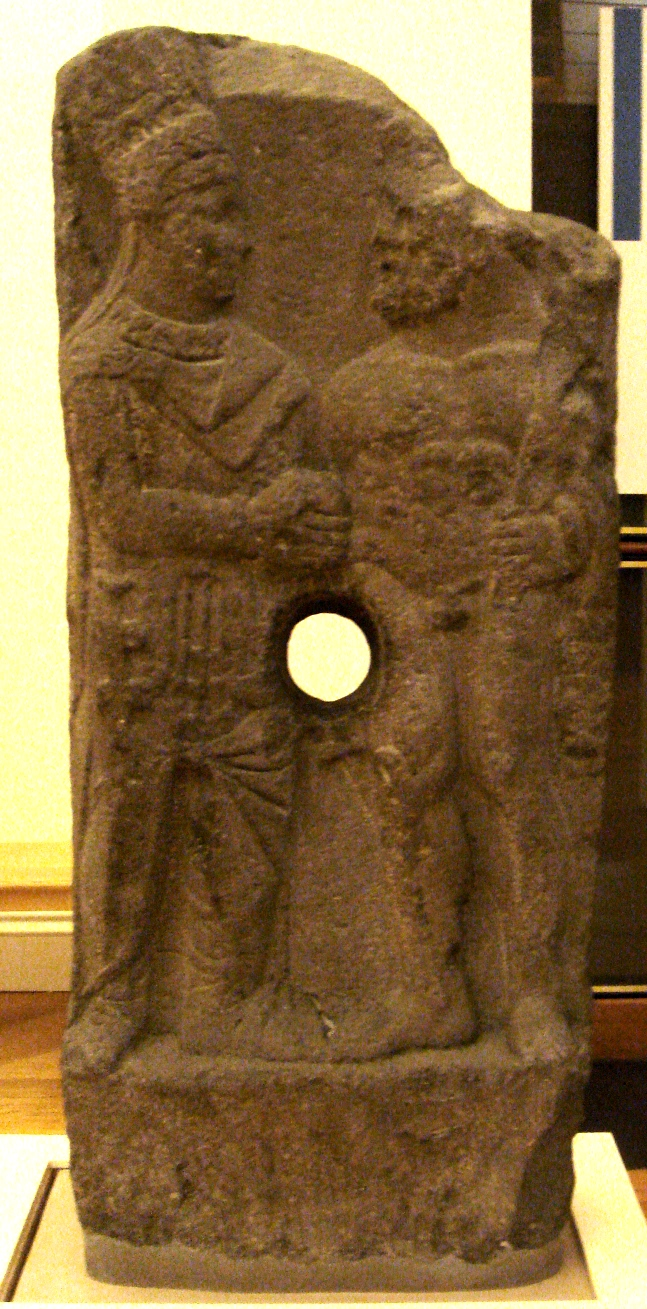
Stèle d'Antiochos Ier de Commagène, roi Commagène.

C'est Antiochos qui fait ériger sur le sommet du mont Nemrod le complexe funéraire monumental qui fait aujourd'hui la renommée du lieu. Ce roi repousse les attaques de Marc Antoine, qu'il finit pourtant par rejoindre dans la guerre civile romaine. Après la défaite d'Antoine contre Octave, la Commagène devient un état client de Rome. En 17, Tibère dépose Antiochos III, mais Caligula rend le trône à son fils Antiochos IV de Commagène qui règne jusqu'en 72, date à laquelle Vespasien dépose la dynastie, dont les descendants vécurent en Grèce dans la prospérité. Gaius Julius Antiochus Epiphanes Philopappus, l'un des descendants, est honoré par un important monument à Athènes. Un inconnu (était-ce un descendant de cette dynastie hellénistique ?), un usurpateur du nom de Jotapien, dans l'année 248, prend le titre d'« empereur romain en Syrie et Cappadoce » (dont la Commagène faisait alors partie). Ceci prouve bien le maintien des solidarités envers les héritiers macédoniens dans la région, bien après son intégration dans l'Empire romain. Il est d'ailleurs remarquable qu'Antiochos IV arme en 70, contre les juifs révoltés, des soldats armés à la macédonienne.
Au IIe siècle, la Commagène est partagée entre les diocèses romains du Pont et d'Orient. Sous l'Empire Romain, les rois de Commagène tentèrent d'établir des liens forts entre leur dynastie et le dieu iranien Mithra. L'historien et chercheur Roger Beck a suggéré en 1996 que des marchands, des militaires et des membres de l'élite de Commagène ont pu être à l'origine de la diffusion du culte à mystères romain nommé « mithraïsme ». Ceci souligne l'importance des héritiers de la tradition militaire macédonienne et leur influence dans l'armée romaine orientale y compris pour la diffusion de cultes orientaux qu'ils avaient largement adoptés.
Aux IIIe et IVe siècles, la région achève de s’helléniser et se christianise malgré les persécutions de Dioclétien de 303-304, dont Eusèbe de Césarée est le témoin. Dans la seconde moitié du IVe siècle, sous l'impulsion de Basile, de nombreux ermitages chrétiens s'implantent en Commagène, en réponse à l'arianisme qui est alors en plein essor dans la région et qui a les faveurs de l'empereur Valens : basiliques et oratoires se multiplient. Les juifs hellénisés avaient, pour leur part, des synagogues à Germanicie, Mélitène, Samosate et Zeugma. La Commagène forme alors la province d'Euphratésie,.
Le célèbre Lucien de Samosate, rhéteur et satirique d'expression grecque, est né vers 125 à Samosate.

### Moyen Âge
Au VIIe siècle, la Commagène est envahie par le califat arabe des Abbassides. En 647, Moawiya, gouverneur de Syrie, l'annexe. La région reste aux mains des Abbassides jusqu'aux victoires de l'empereur Nicéphore II Phocas au cours de la seconde moitié du Xe siècle, qui permettent à l'empire byzantin d'y constituer quatre thèmes : ceux de Germanicie, de Lykandos, de Mélitène et de Samosate. Les raids musulmans harcèlent néanmoins la Commagène jusqu'au IXe siècle. C'est durant cette longue période troublée que les chrétiens de la région prennent l'habitude d'installer leurs lieux de culte dans des abris troglodytiques, plus faciles à dissimuler et à défendre.
Parmi ces chrétiens, les orthodoxes, dont les patriarcats de Constantinople et d'Antioche se disputent la juridiction, font face aux mardaïtes (dont se réclament les actuels maronites) et aux pauliciens (que l'on suppose être à l'origine des mouvements bogomile et cathare).
À la suite de la bataille de Manzikert, en 1071, la Commagène est conquise par les Turcs seldjoukides, menés par Alp Arslan, qui vainc l'empereur byzantin Romain IV Diogène. Deux sultanats turcs, celui des Danichmendides établis à Sébastée et celui des Seldjoukides établis à Iconium, se mettent en place. Les Seldjoukides se heurtent cependant aux Croisés qui, en 1099, fondent le comté d'Edesse qui comporte la moitié sud de la Commagène, tandis que la moitié nord reste seldjoukide.
En Anatolie, en 1299, alors que le comté d'Edesse s'est effondré, Osman Gazi, un bey vassal du sultan seldjoukide, lui ravit le pouvoir et se fait proclamer sultan sous le nom d'Osman Ier, fondant ainsi la dynastie ottomane. Cette dernière s'empare progressivement des autres beylicats issus de la fragmentation des Seldjoukides, dont, au XIVe siècle, celui de Dulkadir qui s'était formé en Commagène. Petit-à-petit, la population locale devient turque et musulmane au fil des conversions (entre autres, pour ne plus payer le haraç : double-capitation sur les non-musulmans, et pour ne plus subir le devchirmé : enlèvement des garçons pour le corps des janissaires). Seule une faible minorité reste chrétienne, d'obédience en général hétérodoxe (monophysite arménienne ou nestorienne araméenne). Une partie des juifs passe aussi à l'islam : ce sont des dönme.

### Époques moderne et contemporaine
Sous l'Empire ottoman, l'ancienne Commagène, dont le nom n'est plus usité, est intégrée à l'eyalet de Dulkadriyyé, puis à celui de Marache. Au cours du temps, les ermitages chrétiens sont progressivement abandonnés (les derniers au XVIIIe siècle), mais des communautés derviches et alévies se forment parmi les musulmans, alors que mosquées et caravansérails se multiplient à leur tour.
Après la signature du traité de Lausanne de 1923, les derniers commagéniotes chrétiens sont expulsés du pays vers la Syrie, alors sous mandat français. Actuellement, l'ancienne Commagène est partagée entre les provinces turques modernes d'Adiyaman, Gaziantep, Elâzığ et Malatya.

## Parc national du Nemrut Dağı

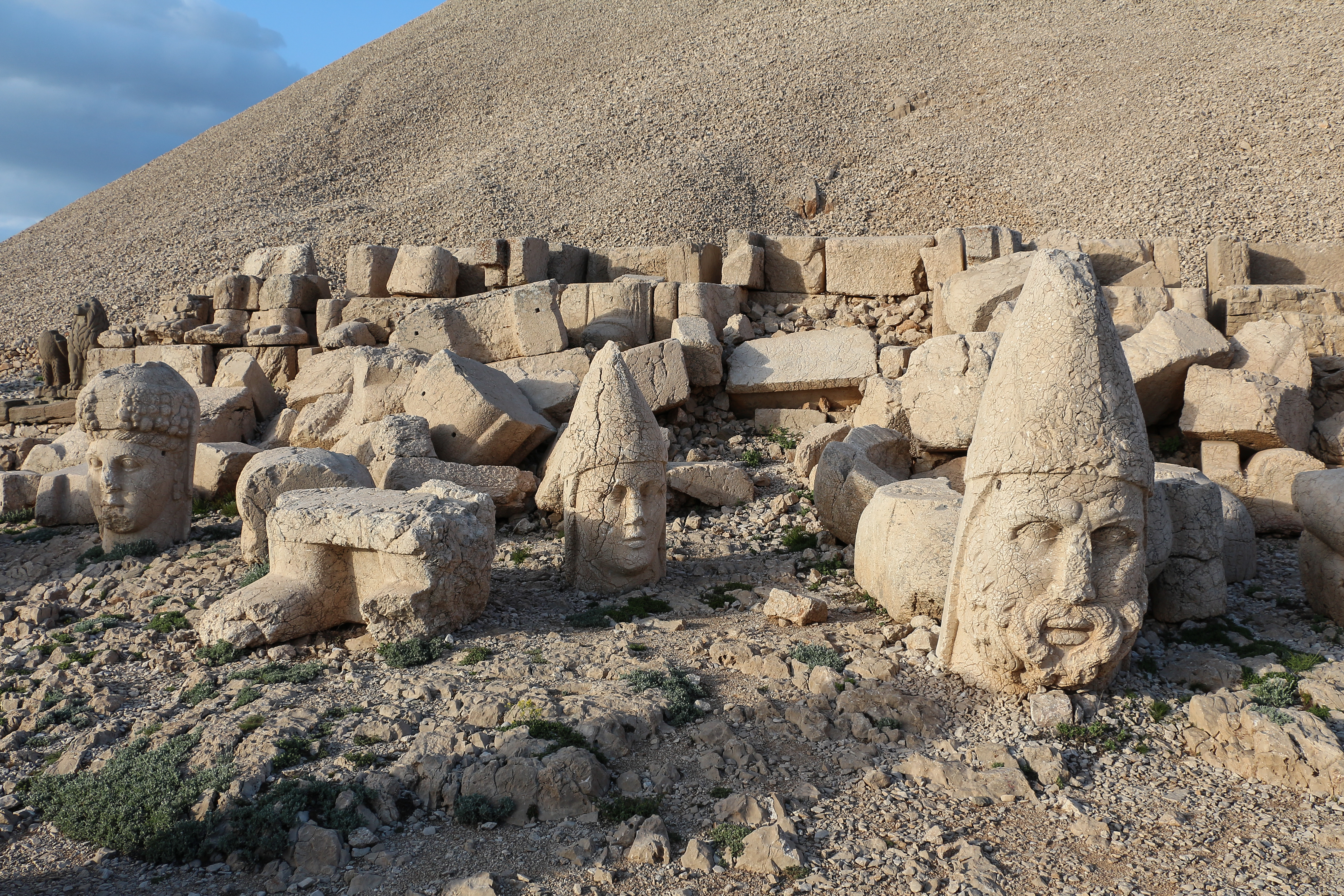
Terrasse Ouest du Nemrut Dağı.

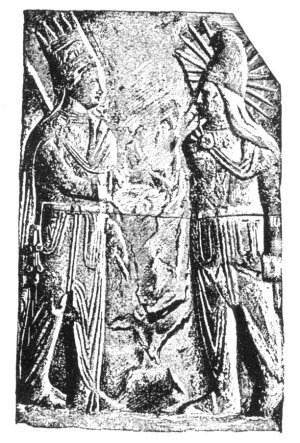
Antiochos Ier de Commagène et Mithra, bas-relief du Mont Nemrod.

Le royaume antique de Commagène n'était pas très étendu (environ 35 000 km2) mais était fort prospère par sa position au carrefour entre Syrie, Cappadoce et Arménie, et c'est ce qui a permis à Antiochus Theos d'ériger un monumental complexe commémoratif sur le sommet du mont Nemrod, comprenant un sanctuaire avec des statues géantes du roi (dont l'épithète en grec signifie simplement « dieu ») entouré de diverses divinités. L'emplacement de la tombe d'Antiochos lui-même est l'un des mystères de l'archéologie et des recherches récentes à l'aide de la résonance magnétique ont révélé que près du mausolée se trouvent des cavités qui pourraient contenir la tombe du roi.
Le sanctuaire du mont Nemrod est un testament du syncrétisme hellénistique, chaque dieu étant une synthèse de dieux grecs et perses classiques (par exemple Apollon-Mithra-Hélios), et fut réalisé pour être un « Olympe » de la Commagène et un centre spirituel pour le Moyen-Orient. Les statues furent progressivement détruites d'abord par les Romains (qui n'admettaient pas la divinisation d'autres souverains que leur empereur), ensuite par les chrétiens et pour finir par les musulmans, puis le sanctuaire tomba dans l'oubli et ne fut redécouvert qu'au XIXe siècle. C'est à l'heure actuelle un site du plus haut intérêt archéologique inscrit au patrimoine mondial de l'humanité.